# تحليل الاستخبارات

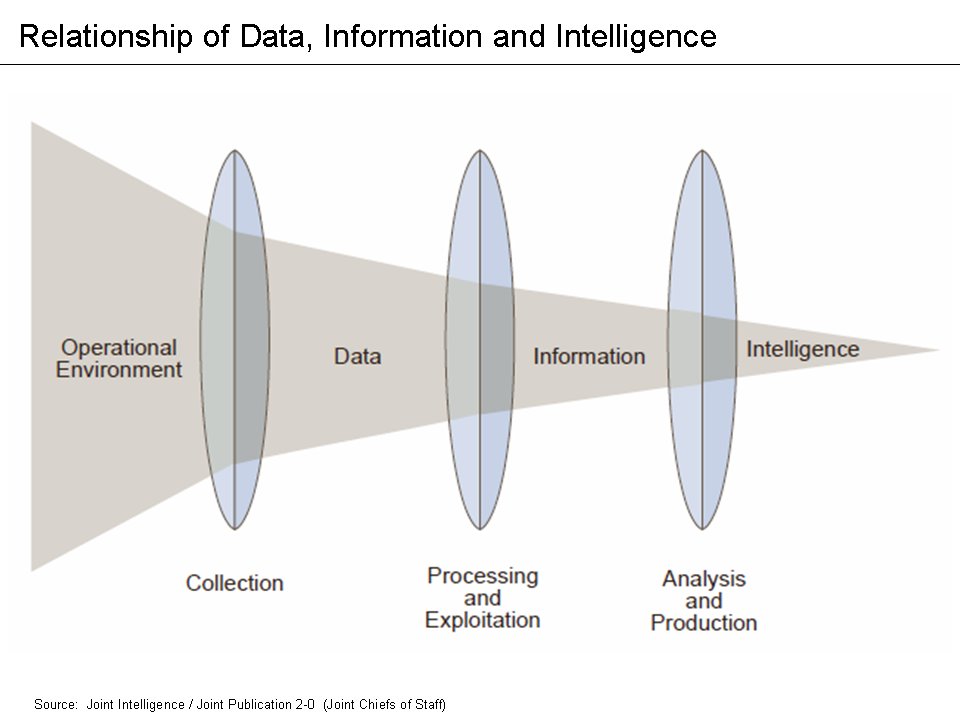

تحليل الاستخبارات هو تطبيق الأساليب المعرفية الفردية والجماعية لتقييم البيانات واختبار الفرضيات في سياق اجتماعي ثقافي سري، قد  تكون المعلومات للخداع عمدا، لذا يجب على المحلل أن يربط بين أوجه التشابه بين الخداع واستخلاص الحقيقة المشتركة، وعلى الرغم من أنها واضحة في أنقى صورها داخل أجهزة الاستخبارات الوطنية، فإن أساليبها تنطبق أيضا في مجالات مثل الذكاء التجاري أو الاستخبارات التنافسية. تحليل الاستخبارات هي طريقة للحد من الغموض في الحالات الغير واضحة كما يفضل العديد من المحللين تفسير ذلك بوضوح، ورفض التفسيرات الاحتمالية العالية أو المنخفضة، وقد يستخدم المحللون معايير تناسبهم فيما يتعلق بقبول المخاطرة ورفضها، وأن الخصم قد يواجه خطرا كبيرا لتحقيق مايعتبره المحقق مكسبا طفيفا، وقبل كل شيء يجب على المحلل تجنب الوقوع بالمكائد وتحليل الذكاء وتسليط الضوء على مايريد أو على مايريده خصمه.
على الرغم من ان استخدام المعلومات المتاحة لتبرير هذا الاستنتاج هي افتراض أن أعداء المرء يحاولون الخلط بين أن لا يكون مايريد وبواقعية أكثر، وخاصة في مجالات أمن دورة الاستخبارات والتجسس معاكس للانضباط. خلال الحرب العالمية الثانية كانت الكلمة الألمانية للفن المضاد للتجسس هي لعبة فونكسبيل، أو لعبة الراديو -ليست لعبة بمعنى لعبة أطفال-ولكن شيئا يستمد من نظرية الألعاب ويسعى إلى الخلط بين الخصوم، ومن الواضح أن مجموعة من المواهب لحل المشاكل ضرورية للمحللين. وبما أن الجانب الآخر قد يخفي نيتهم، يجب على المحلل أن يكون قادرا على احتمال الغموض ومحاولة تفسيره لأنه قد يؤدي إلى استنتاجات زائفة، ومعلومات جزئية أكثر بكثير فهي مجزأة من العالم التجريبي. وفقا ل ديك هيور في تجربة دُرِسَّ فيها سلوك المحلل، فإن العملية هي عملية صقل تدريجي: "حيث أظهر الأشخاص الخاضعين للاختبار في التجربة أن التعرض الأولي للمنبهات غير الواضحة يتداخل مع الإدراك الدقيق حتى بعد توفر معلومات أكثر وأفضل ...، وتشير التجربة إلى أن المحلل الذي يبدأ في مراقبة حالة المشاكل المحتملة في مرحلة مبكرة وغير واضحة هو في وضع غير مؤكد بالمقارنة مع الآخرين، مثل الموظفون السياسيون الذين قد يتعرضون لأول مرة في حياتهم للاتهامات عندما تكون أفضل المعلومات وأكثرها متاحة.
كما يسهل تلقي المعلومات بزيادات صغيرة مع مرور الوقت واستيعاب هذه المعلومات في الآراء الحالية للمحلل، كما أنه لا يمكن أن يكون هناك عنصر واحد من المعلومات يكفي لدفع المحلل لتغيير وجهة نظره السابقة، وقد تكون الرسالة التراكمية المتأصلة في العديد من أجزاء المعلومات كبيرة ولكنها موهنة عندما لاتُفْحَصُ هاته المعلومات ككل، وقد لاحظت مراجعة مجتمع الاستخبارات لأدائها قبل الحرب العربية الإسرائيلية عام 1973 [في الفقرة الوحيدة التي رفعت السرية عنها].
وكانت مشكلة التحليل التدريجي، خاصة أنه كان يطبق على عملية الاستخبارات الحالية وتعمل أيضا في الفترة التي سبقت الأعمال القتالية، وكثيرا ما كان المحللون يأخذون عينات ويقارنونها وهم على عجل مع المواد التي وردت في اليوم السابق، ثم ينتجون عناصر «نمط نظام التجميع» التي قد تعكس الحدس الإدراكي والنظر المنتظم في مجموعة متراكمة من الأدلة المتكاملة.
وقد اقترح الكتاب على الأسباب التحليلة التي تجعل المحللين يأتون إلى استنتاجات غير صحيحة، من خلال الوقوع في الفخاخ المعرفية لتحليل الذكاء. دون الوقوع في فخ تجنب القرارات عن طريق الرغبة في مزيد من المعلومات، يحتاج المحللون أيضا إلى الاعتراف بأنهم دائما يمكنهم معرفة المزيد عن الخصم.

## تحليلية ترادكرافت
ويشار إلى مجموعة من الأساليب المحددة لتحليل الاستخبارات عموما باسم ترادكرافت التحليلية، ويشار إلى التخصصات الأكاديمية التي تدرس فن وعلم التحليل الاستخباراتي بشكل روتيني ب «الدراسات الاستخباراتية»، والتي تجسدها مؤسسات مثل كلية الاستخبارات العسكرية المشتركة، وكلية الدراسات العليا في الشؤون العامة والدولية في جامعة بيتسبرغ (دراسات الأمن والاستخبارات الرئيسية)، ومعهد كلية مرسيهورست للدراسات الاستخباراتية، علما بأن الهدف من برنامج التحليل التحليلي يتضمن مذكرات مديرية الاستخبارات التابعة لوكالة الاستخبارات المركزية.
ويشكل السعي إلى الخبرة في مجال التحليل التجاري عنصرا أساسيا في هذه الخطة. لدينا تحليل تراديكرافت التي تمكن المحللين من توفير «القيمة المضافة» للمستهلكين من المخابرات من خلال ضمان التكريس للموضوعية -تقييم متعمق للمعلومات والدفاع الصريح عن الأحكام- مما يعزز مصداقيتنا مع المستهلكين الذين يتعاملون مع قضايا السياسة المعقدة والحساسة وأيضا تسليم منتجاتنا إلى الأشخاص المناسبين في الوقت المناسب لتكون مفيدة في اتخاذ القرارات، واستخدام التغذية المرتدة والمهام منها لدفع جمع الذكاء الأساسي الذي نحن بحاجته إلى إنتاج تحليلنا.
مهارات ترادكرافت التحليلية أيضا بمثابة «مضاعفات القوة»، مما يساعدنا على تقديم تحليل أعلى جودة لردود فعل عملائنا وتعطينا تحاليل مخصصة توضح للمحلل ماهي الأسئلة الأكثر حاجة للإجابة، ويساعد استخدام قواعد لتقييم المعلومات وإصدار الأحكام المحللين في إدارة طوفان المعلومات، وتوضيح الاتجاهات، وتحديد محاولات الخداع.
كما يمكن استخدام معايير تراديكرافت لتسوية الخلافات بين الخبراء الذين لديهم التخصصات الفنية التكميلية. ويؤدي تفاعلها إلى تعزيز العمل الجماعي، الذي يتيح [مديرية الاستخبارات] أن تكون أكثر إنتاجية.

## تحديد أهداف التحليل الاستخباري
إن تحديد الهدف من وجهة نظر المستهلك هو نقطة انطلاق ممتازة لتحديد الأهداف، وقد استحوذ السفير روبرت د. بلاكويل على اهتمام فئة حوالي 30 من مدراء مجتمع الاستخبارات من خلال التأكيد على أنه كموظف في السياسة لم يقرأ أبدا ورقات تحليلية، لماذا؟ «لأنهم كانوا غير مثيرين»، كما أوضح بلاكويل كانت مكتوبة من قبل الناس الذين لا يعرفون ماكانوا يحاولون القيام به، لذلك لا يمكن أن تساعده على القيام بأي عمل. عندما كنت أعمل في الدولة في الشؤون الأوروبية على سبيل المثال، في بعض القضايا كنت وزير الخارجية، لم يكن محللو شركة دي يعرفون -أنني كنت واحد من حفنة من صانعي القرار الرئيسيين بشأن بعض المسائل الهامة جدا-، إضافة على ذلك هو الآن يميز فترات خدمته الأولى في مجلس الأمن القومي ومكاتب وزارة الخارجية بأنها «الجهل المتبادل».
«لم يكن لدى المحللين في شركة دي فكرة حول ما فعلته فوجيست، ولم يكن لدي فكرة عن ما يمكن أو ينبغي القيام به»
وأوضح بلاكويل كيف استخدم وقته بكفاءة، والتي نادرا ما يشارك في قراءة تقارير وكالة المخابرات المركزية العامة: "لقد قرأت الكثير، وكان الكثير من الصحافة، وعليك أن تعرف كيف تأتي القضايا بممر سياسيا لإنجاز عملك، كما أن الكابلات من الخارج لإعداد جداول أعمال للاجتماعات وإرسال واستقبال رسائل من نظرائنا في الحكومات الأجنبية، إصدارات لا حصر لها من مسودات السياسات من أولئك الذين يتنافسون على نعمة الرئيس، وعشرات المكالمات الهاتفية، والكثير منها مضيعة للوقت ولكن يجب أن يُرَدَّ عليها مرة أخرى لأسباب سياسية.

## طرق التحليل
على عكس أنواع التفكير وهي طرق يقوم المحلل بصياغة المنتج، والطرق التالية هي طرق للتحقق من نتائج المحلل المنطقي، وتستخدم تقنيات تحليلية منظمة للمساعدة في تحدي الأحكام، وتحديد العقليات الذهنية، والتغلب على التحيز، وتحفيز الإبداع، وإدارة عدم اليقين. ومن الأمثلة على ذلك فحص الافتراضات الرئيسية وتحليل الفرضيات التنافسية.

## تحليل الفرص
يحدد تحليل الفرص لمسؤولي السياسة الفرص أو نقاط الضعف التي يمكن أن تستغلها منظمة العميل لدفع السياسة، فضلا عن المخاطر التي يمكن أن تقوض السياسة، كما أن المحامين يطبقون اختبار تسوى بونو (الذي يستفيد؟) بطريقة مماثلة إلى حد ما.
ولتحقيق أفضل استخدام لتحليل الفرص، يجب أن تكون هناك مجموعة من الأهداف لبلده ويفضل أن يكون لها بعض المرونة، والخطوة التالية هي فحص الشخصيات والمجموعات في ذلك البلد المستهدف لمعرفة ما إذا كان هناك أي اهتمام مشترك. على الرغم من أن الجوانب المختلفة قد ترغب في نفس الشيء، فمن الممكن تماما أن واحدًا أو آخر قد يكون شروط كسر الصفقة، وإذا كان الأمر كذلك ينبغي عندئذ تحديد طرق لتسوية هذا النزاع، أو عدم بذل المزيد من العمل بشأن هذا البديل.
وعلى النقيض من ذلك، إذا كانت هناك عناصر من شأنها أن تعارض تماما أهداف المرء، فلابد من استكشاف سبل تحييد تلك العناصر، وقد يكون لديهم نقاط ضعف يمكن أن تجعلهم عاجزين، أو قد يكون هناك مكافأة وليس فرصة مشتركة من شأنها أن تجعلهم يتعاونون.

## تحليل لينكين
ينبع تحليل لينكين من المعلومات المؤكدة أو مع احتمال كبير من أن تكون مؤكدة. تصاغ في الرياضيات والفيزياء، مسألة مماثلة بحيث يُقيد الحل بشروط معينة متحققة أو مستحيلة، وهي شروط القيم الحدودية.
من خلال البدء من المعروف (والاستحالات)، المحلل لديه تقنية قوية لإظهار المستهلكين، وأقرانهم، والمديرين أن المشكلة على حد سواء تم دراستها بدقة وتقييدها إلى الواقع، وفي عام (1993-1996) قدم نائب مدير المخابرات دوغ ماكاشين تحليل لينكبين إلى وكالة المخابرات المركزية، باعتبارها واحدة من المصطلحات التي اعتبرت كبديل للغة الأكاديمية، والتي كانت لا تحظى بشعبية مع العديد من المحللين، وقد حل محل التحليل الأساسي للفرضيات التي تقود المتغيرات الرئيسية. ويحتاج ماساتشين إلى الفرضيات أو -لينشبينز- التي يجب أن تكون واضحة، لذلك يمكن أن يكون صناع السياسات على بينة من التغطية، وأيضا على بينة من التغييرات في الافتراضات.
هذا الأسلوب هو «أداة ترسيخ» التي تسعى إلى الحد من مخاطر الخطأ الذكاء الذاتي الذي ارتكبته، فضلا عن سوء تفسير صناع السياسات، وهي تفرض استخدام نقاط التفتيش المذكورة أدناه لاستخدامها عند صياغة التقارير، فتحديد العوامل غير المؤكدة الرئيسية أو المتغيرات الرئيسية التي يحتمل أن تؤدي إلى نتيجة للقضية، مما يجبر الاهتمام المنتظم على مجموعة من العلاقات بين العوامل في تحديد المباني الرئيسية أو افتراضات العمل حول السائقين، وهذا يشجع على اختبار الأحكام الثانوية الرئيسية التي تتضمن الاستنتاج التقديري معا.

## تحليل الفرضيات التنافسية
قضى ديك هيور سنوات في مديرية العمليات في وكالة المخابرات المركزية وكذلك في مديرية الاستخبارات، وعمل على منهجية التحليل في سنواته الأخيرة وبعد التقاعد، هناك بعض استنتاجاته الرئيسية التي تأتي من كل من الخبرة والخلفية الأكاديمية في الفلسفة، وتشمل:
- العقل «السلكية» بشكل متوسط للتعامل بفعالية مع كل من عدم اليقين المتأصل (الضباب الطبيعي المحيط بالمجمع، وقضايا الاستخبارات غير المحددة)، وعدم اليقين المستحث (الضباب الذي صنعه الإنسان بسبب عمليات الإنكار والخداع).
- وحتى الوعي المتزايد بالتحيزات المعرفية وغيرها من التحيزات «غير المرغوب فيها»، مثل الميل إلى رؤية المعلومات المؤكدة للحكم القائم بالفعل بشكل أكثر وضوحا مما يرى المرء أن المعلومات «غير المستغلة» لا تساعد إلا القليل في مساعدة المحللين على التعامل بفعالية مع الشك.
- الأدوات والتقنيات التي توجه ذهن المحلل إلى تطبيق مستويات أعلى من التفكير النقدي يمكن أن تحسن إلى حد كبير التحليل بشأن القضايا المعقدة التي تكون المعلومات غير كاملة، غامضة، وغالبا مشوهة عمدا. ومن الأمثلة الرئيسية لهذه الأجهزة الفكرية: (تقنيات هيكلة المعلومات، والافتراضات الصعبة، واستكشاف التفسيرات البديلة).
- تشجيع المنتجات التي تقوم بتحديد وضوح الافتراضات وسلاسل الاستدلال وتحديد درجة ومصدر الشك الذي ينطوي عليه الاستنتاجات.
- التأكيد على الإجراءات التي تعرض وتفصيل وجهات نظر بديلة المناقشات التحليلية، والعصف الذهني متعدد التخصصات، والتحليل التنافسي، واستعراض الأقران داخل المكتب للإنتاج والاستفادة من الخبرات الخارجية.

ووفقا لهور يبني المحللون واقعا يستند إلى معلومات موضوعية، يتم تصفيتها من خلال العمليات العقلية المعقدة التي تحدد المعلومات التي يتم حضورها، وكيفية تنظيمها، والمعنى المنسوب إليها. إن ما يدركه الناس ومدى سهولة إدراكهم له، وكيفية معالجتهم لهذه المعلومات بعد تلقيهم، يتأثرون تأثرا قويا بالتجارب السابقة، والتعليم، والقيم الثقافية، ومتطلبات الأدوار، والمعايير التنظيمية، فضلا عن خصائص المعلومات الواردة. لفهم كيفية نتائج التحليل يجب على المرء أن يستخدم نماذج ذهنية جيدة لإنشاء العمل، وفهم النماذج عند تقييمها. يجب أن يكون المحللون مرتاحين للتحدي والصقل. وللرجوع إلى تحليل الخطوط الرئيسية، فإن شروط الحدود تعطي أماكن للطعن والاختبار مما يقلل من الغموض.
المزيد من التحدي وفقا لما قاله هيور هو أكثر أهمية من مزيد من المعلومات، وقال إنه يريد تحليل أفضل ليُطَبَّق على معلومات أقل بدلا من العكس، ونظرا للحجم الهائل من المعلومات التي تنتجها أنظمة التجميع الحديثة، فإن العقل هو العامل المحدد، فهو مرآة التصوير وواحد من أفضل الأمثلة وهو هوير من فخ المعرفي، الذي المحلل يستبدل عقلته الخاصة للهدف "من أجل رؤية الخيارات التي يواجهها القادة الأجانب كما يرى هؤلاء القادة"، وفقا لـ هيور أيضا "يجب أن نفهم القيم والافتراضات للقادة الأجانب وحتى سوء فهمهم... في كثير من الأحيان، يبدو أن السلوك الأجنبي" غير عقلاني "أو" ليس في مصلحتهم الخاصة ". إن إبراز القيم الأميركية أنشأت نماذج لم تكن مناسبة للقائد الأجنبي.
وهناك مشكلة كبيرة خلال حرب فيتنام هي أن وزير الدفاع روبرت س. ماكنمارا، وهو خبير في صنع القرار الإحصائي، افترض أن تشي مينه، وفو نغوين جياب، ومسؤولين آخرين في فيتنام الشمالية سوف يبدأون بعملية صنع القرار كما فعل، على سبيل المثال: في تفكير ماكنمارا، إذا لم تهاجم الولايات المتحدة الصواريخ المضادة للطائرات من طراز معين، فإن العدو يفسر ذلك بأنه «ضبط النفس» وعدم استخدامها ضد الطائرات الأمريكية. القيادة الفيتنامية الشمالية ليست محظورة على ماكنمارا للتفكير، ولم تكن على علم «الإشارات» وبذلوا قصارى جهدهم لاسقاط الطائرات الأمريكية مع تلك الصواريخ.
كان جواب هيور هو التحدي المتمثل في تحليل الفرضيات المنافسة هو جوهر التحليل، وهناك منافسة بين الفرضيات المتنافسة من افتراضات الزعيم الأجنبي، والتي سوف تقلل من تصوير المرآة حتى لو لم تنتج الإجابة الدقيقة. وأفضل استخدام للمعلومات، في هذا السياق، هو تحدي الافتراض الذي يفضله المحلل على أفضل وجه.
ومن أهم الدوافع ل «اتش» وفقا ل «هيور»، هو تجنب رفض الخداع من جهة، لأن الوضع يبدو واضحا. لاحظ هيور أن الخداع الجيد يبدو حقيقيا «إن رفض فرضية معقولة ولكن غير مثبتة في وقت مبكر جدا يميل إلى تحيز التحليل اللاحق، لأن المرء لا يبحث بعد ذلك عن الأدلة التي قد تدعمه».
لا يجوز رفض إمكانية الخداع حتى يتم دحضها، أو على الأقل حتى يتأكد البحث المنهجي عن الأدلة وأن لم يتم العثور على أي شيء "الخطوات في "أش" هي: تحديد الفرضيات المحتملة التي يتعين النظر فيها، ومجموعة من المحللين يستخدمون وجهات نظر مختلفة لتبادل الأفكار من الاحتمالات. وأخذ قائمة من الأدلة الهامة والحجج ضد كل فرضية.وإعداد مصفوفة مع الفرضيات في أعلى الأدلة وأسفلها إلى جانب تحليل "تشخيص" الأدلة والحجج أي تحديد العناصر الأكثر فائدة في الحكم على الاحتمال النسبي للفرضيات، وتحديد المصفوفة وإعادة النظر في الفرضيات وحذف الأدلة والحجج التي ليس لها قيمة تشخيصية. واستخلاص استنتاجات أولية حول الاحتمال النسبي لكل فرضية مع المضي قدما من خلال محاولة لفرض الفرضيات بدلا من إثباتها. تحليل مدى استنتاجك هو عدد قليل من البنود الهامة من الأدلة النظرية في العواقب لتحليلك إذا كانت تلك الأدلة خاطئة، ومضللة، أو تخضع لتفسير مختلف. فاستنتاجات التقرير ومناقشة الاحتمالات النسبية لجميع الفرضيات، وليس ذلك فقط بل على الأرجح تحديد معالم للمراقبة في المستقبل التي قد تشير إلى الأحداث وتأخذ مسار مختلف عن المتوقع. وقد بحث كيث ديفلين عن استخدام الرياضيات والمنطق الرسمي في تنفيذ نموذج أش هوير. وهو القياس الشائع في التحليل الفني، ولكن الخصائص الهندسية على ما يبدو لا تعني بالضرورة أن الجانب الآخر لديه نفس مبدأ التوظيف مماثلة. في بعض الأحيان، كان القياس صحيحا لبعض الوقت، مثل طائرة ميج 25 التي يجري تصميمها باعتبارها العداد السوفيتي للتهديد المتصور من علو مرتفع، والأسرع من الصوت B-70 مفجر. كان السوفيات قد ألغت برنامج ميج 25 عندما غيرت الولايات المتحدة المذاهب إلى اختراق علو منخفض وألغت برنامج B-70، لكنها واصلت بناء MiG-25. من المتغيرات السوفيتية وقد كانت عالية السرعة، علو شاهق (ميغ-25RB)، والتي كان يعتقد، لفترة من الوقت، مماثلة للطائرات الأمريكية SR-71. ومع ذلك، أظهرت عدة نقاط إضافية من البيانات أن القياس بين SR-71 وMIG-25RB لم يكن كاملا. كشف هومينت أن واحدة Mach 3.2 رحلة من MiGدمرت محركات فهي بعيدة عن الأمل في إصلاح، وكانت تكلفة استبدال باهظة. ومع ذلك، فإن SR-71، يمكن أن تجعل الرحلات المتكررة مع نفس المحركات. الاختلاف في عمر المحرك لم يكن مكلفا فقط، ولكن يعني أن MiG-25RB يمكن أن تعمل فقط من قواعد مع القدرة على تغيير محركات.أعلى سرعة MiG-25RB رحلات استطلاع تضررت محركاتها وراء إصلاح وقد طبقت الولايات المتحدة "الهندسة العكسية" إلى MIG، قائلا أساسا "إذا كان لدينا طائرة مع هذه القدرات، ماذا نفعل معها؟" غير أن الولايات المتحدة، في دور المقاتلة الاعتراضية، تعطي الطيار مرونة كبيرة في التكتيكات، حيث كان السوفييت لديهم مذهب رقابة صارمة على الأرض. بالنسبة للعقيدة الأمريكية، كانت الطائرة غير مرنة جدا بالنسبة للتكتيكات المقاتلة الأمريكية، ولكن كان من المنطقي بالنسبة للسوفييت كمعترض يمكن أن يجعل مرور واحد في مفجر اختراق، وذلك باستخدام رادار قوي للغاية لاتمكين من الحرق من خلال التشويش لاستهداف النهائي.الكثير من هذه تفككت الافتراضات بعد أن طار كلا من فيكتور بيلينكو من طراز MiG25 إلى الغرب، حيث يمكن لمحللي تيشينت فحص الطائرة، ويمكن لأخصائيي الفقهية مقابلة بيلينكو. فالعملية التحليلية يجب أن يتبع المحللون سلسلة من الخطوات المتسلسلة: تحديد المشكلة. سيكون لدى واضعي السياسات أسئلة تستند إلى متطلباتهم الاستخباراتية. وفي بعض الأحيان تكون الأسئلة واضحة ويمكن معالجتها بسهولة من قبل المحلل. وفي بعض الأحيان، هناك حاجة إلى التوضيح بسبب الغموض، وطبقات متعددة من البيروقراطية بين العملاء والمحللين، أو بسبب ضيق الوقت. وكما يحتاج المحللون إلى محاولة فهم تفكير الخصم، ويحتاج المحللون إلى معرفة تفكير عملائهم وحلفائهم. وايضا تحقيق الفرضيات بمجرد تحديد المشكلة، حيث يستطيع المحلل توليد فرضيات معقولة بناء على السؤال. على سبيل المثال، قد ترغب شركة ما معرفة إذا كان أحد المنافسين سيخفض أسعاره في الربع التالي. من هذه المشكلة، هناك افتراضان واضحان: المنافس سوف يخفض الأسعار أو أن المنافس لن يخفض الأسعار. ومع ذلك، مع القليل من العصف الذهني، قد تصبح فرضيات إضافية واضحة. ولعل المنافس سوف يقدم خصومات
على العملاء على المدى الطويل، أو ربما حتى أنها قد ترفع الأسعار عند هذه النقطة، لا ينبغي تجاهل أي فرضية، فتحديد الاحتياجات من المعلومات وجمع المعلومات في الاستخبارات، يشير عادة إلى خطوة في عملية دورة الاستخبارات الرسمية، وفي كثير من الحالات تكون المعلومات التي يحتاجها المحلل إما متاحة بالفعل أو يجري البحث عنها بالفعل من قبل أصول التحصيل (مثل الجواسيس وصور الأقمار الصناعية).